# Murray Gell-Mann
Murray Gell-Mann (15. září 1929, Manhattan, New York City, New York, USA – 24. května 2019, Santa Fe, Nové Mexiko) byl americký fyzik, který získal v roce 1969 Nobelovu cenu za fyziku za svou práci na teorii elementárních částic.

## Životopis

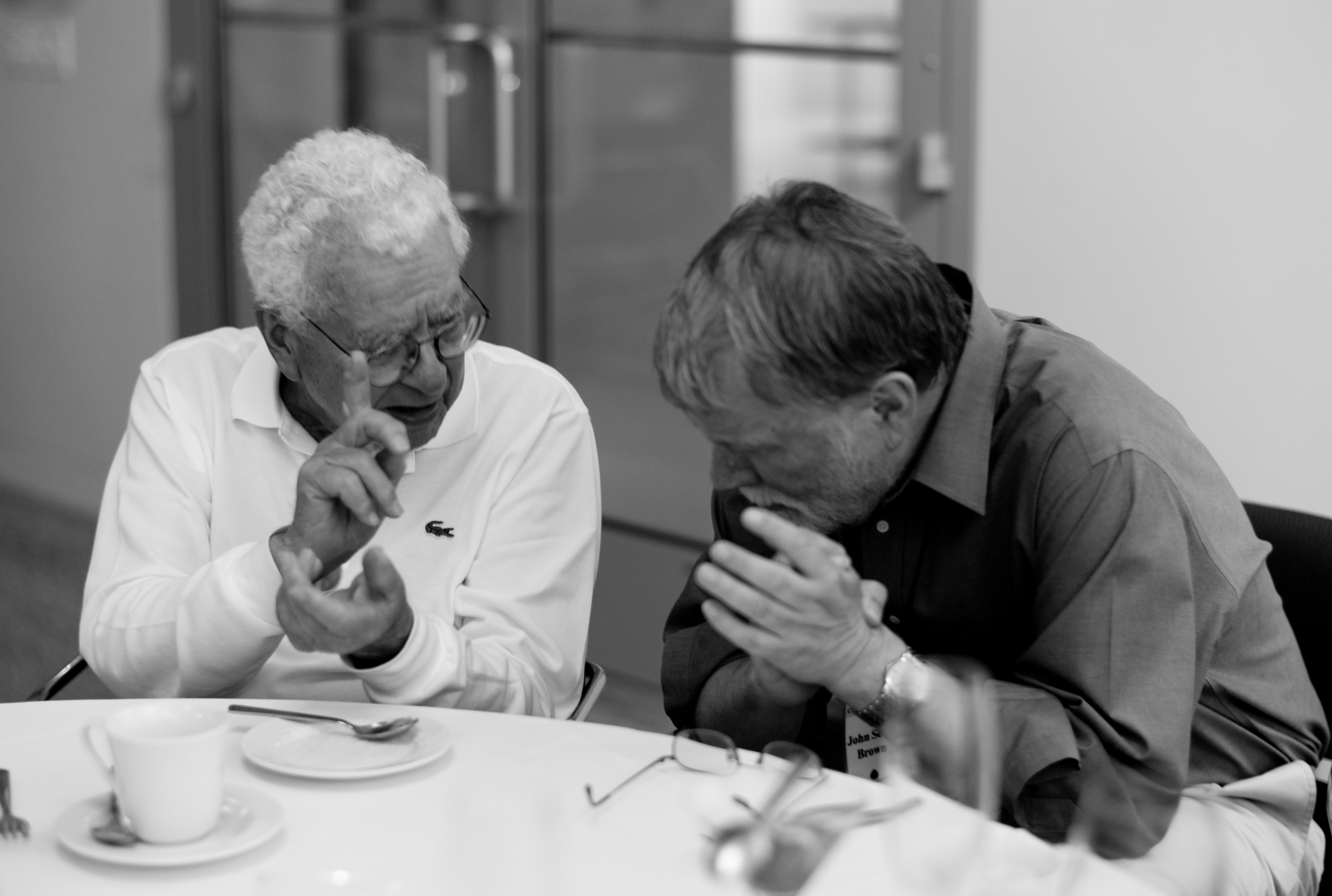
Murray Gell-Mann a John Seely Brown

Gell-Mann se narodil v Newyorské čtvrti Lower East Side do rodiny židovského imigranta z Černovic na Ukrajině. V roce 1955 se oženil s J. Margaret Dowovou (zemřela 1981) a v roce 1992 s Marcií Southwickovou. Má děti Elizabeth Sarah Gell-Mannovou (*1956), Nicholase Webstera Gell-Manna (*1963) a Nicholase Southwicka Levise (*1978).
Gell-Mann rychle odhalil sebe sama jako zázračné dítě. Hnán intenzivní chlapeckou zvědavostí a láskou k přírodě, v patnácti letech po absolvování Kolumbijské základní a přípravné školy vstoupil na Yaleovu univerzitu. Ve věku 23 let ho zaujal výzkum elementárních částic. V roce 1948 získal bakalářský titul v oboru fyzika na Yaleově univerzitě, v roce 1951 titul PhD ve fyzice na Massachusettském technologickém institutu. V letech 1954 až 1955 působil jako mimořádný profesor na Columbia University. V letech 1955 až 1993 byl profesorem na California Institute of Technology (Caltechu).

## Objev kvarků
Gell-Mannovu práci v padesátých letech komplikoval problém, kam zařadit nově objevené částice, které byly nazvány kaony a hyperony. Zařazení těchto částic vedlo k objevení nového kvantového čísla nazvaného podivnost (anglicky strangeness).
Jeden z Gell-Mannových objevů je Gell-Mann–Nishijimova rovnice, která byla zpočátku formulována z empirických výsledků, ale později byla vysvětlena kvarkovým modelem částic.
V roce 1961 ho tato rovnice dovedla (a také Kazuhiko Nishijimu) ke klasifikaci elementárních částic hadronů do rodin podle jejich měnících se vlastností (tuto klasifikaci nezávisle v tuto dobu navrhoval i Yuval Ne'eman). Vzniklé schéma se nyní vysvětluje pomocí kvarkového modelu. Gell-Mann sám nazval systém termínem vypůjčeným z buddhismu „osmerá cesta", protože vznikaly oktety (osmice) částic. Buddhismus byl jeden z Gell-Mannových zájmů.

V roce 1964 Gell-Mann, a nezávisle na něm George Zweig, přišli s ideou kvarků. Podle těchto představ měly být mezony a baryony složené systémy skládající se z kvarků nebo antikvarků (baryony ze tří kvarků, mezony z dvojic kvark-antikvark). Kvarky měly být tří typů, jež dostaly jméno u (up), d (down) a s (strange – podivný), se spinem 1/2 a elektrickým nábojem (v uvedeném pořadí) postupně 2/3, -1/3, -1/3. Od doby svého vzniku byla tato teorie ještě dále rozvinuta.
Kvarky ovšem nebyly (a dodnes nejsou) přímo pozorovány jako samostatné částice, a tak byly dlouho považovány za pouhý matematický nástroj vhodný ke klasifikaci částic a jejich vlastností, nikoli skutečně existující fyzikální objekty. Další vývoj v oblasti teorie i experimentu však vedl k tomu, že dnes považujeme kvarky za reálné fyzikální objekty, i když se zdá, že z principiálních důvodů nikdy nebude možné je izolovat.
Název kvark (v originále quark), vytvořil Gell-Mann s odkazem na knihu Finnegans Wake, kterou napsal James Joyce, a která nezvyklými slovy a slovními hříčkami doslova překypuje. V této knize (kniha 2, epizoda 4) se hlavnímu hrdinovi zdá sen, ve kterém racci letící za plující lodí křičí "three quarks for Muster Mark" (česky asi "tři kvarky pro Mistra Marka"). V celém románu se toto slovo již nikde jinde nevyskytuje. Zweig chtěl pojmenovat zavedené částice "esa" (v originále "aces") ale Gell-Mannovo pojmenování se lépe uchytilo.
Za práci vedoucí k uspořádání částic do přehledného schématu mu byla roku 1969 udělena Nobelova cena, tj. ještě jako velmi mladému.
Kvarky byly brzo přijímány jako základní částice při studiu stavby hadronů. V 1972 zavedl s Haraldem Fritzschem pro kvarky kvantové číslo nazvané 'barva' a později, v spojení s Heinrichem Leutwylerem, vytvořil úplnou teorii kvantové chromodynamiky (QCD).
Později Gell-Mann spolupracoval s Richardem Feynmanem na výzkumu slabé interakce ve fyzice.

## Pozdější výzkumy
Gell Mann i po zisku Nobelovy ceny pokračoval ve výzkumech. V 90. letech se jeho zájem obrátil ke studiu komplexních adaptivních systémů. Jde o studium systémů, které se vyvíjejí s použitím získaných informací. Příkladem může být dítě učící se mateřský jazyk nebo bakteriální kmen stávající se resistentní vůči antibiotiku. V roce 1984 Gell-Mann spoluzaložil v Novém Mexiku Santa Fe Institut, který se komplexními adaptivními systémy zabývá.
Napsal také populárně naučnou kniha The Quark and the Jaguar: Adventures in the Simple and the Complex. Titul knihy je převzat z básně Arthura Sze: „The world of the quark has everything to do with a jaguar circling in the night“ (Svět kvarků má vše do činění s jaguárem obíhajícím v noci).
V roce 2007 byl profesorem na Kalifornském technickém institutu a profesorem fyziky a astronomie na univerzitě v Novém Mexiku v Albuquerque, New Mexico. Byl členem redakční skupiny Encyclopædia Britannica.

## Zajímavosti
- Jeden z jeho koníčků bylo pozorování ptáků.
- Byl levák.
- Jeho Erdősovo číslo bylo 3.
- Gell-Mann byl členem Americké fyzikální společnosti, Národní akademie věd, Americké akademie pro umění a vědu a Committee for Skeptical Inquiry.[3]

## Ceny
- Dannie Heineman Prize (1959)
- Ernest O. Lawrence Award (1966)
- Franklinova medaile (1967)
- John J. Carty Medal (1968)
- Nobelova cena (1969)[2]
- Erice Prize (1990)

## Ocenění a tituly
- Yale University — D.Sc (h.c.), 1959
- American Physical Society — Dannie Heineman Prize, 1959
- Ernest O. Lawrence Award, 1966
- University of Chicago — Sc.D.(h.c.), 1967
- Franklin Institute of Philadelphia — Franklin Medal, 1967
- National Academy of Sciences — John J. Carty Medal, 1968
- University of Illinois — Sc.D.(h.c.), 1968
- Wesleyan University — Sc.D.(h.c.), 1968
- Research Corporation Award, 1969
- University of Turin, Itálie — Honorary Doctorate, 1969
- Nobelova cena za fyziku, 1969
- University of Utah — Sc.D.(h.c.), 1970
- Columbia University — Sc.D.(h.c.), 1977
- University of Cambridge, Anglie — Sc.D.(h.c.), 1980
- United Nations Environment Programme Roll of Honor for Environmental Achievement (The Global 500), 1988
- World Federation of Scientists — Erice Prize, 1990
- University of Oxford, Anglie — D.Sc.(h.c.), 1992
- Southern Illinois University — Sc.D.(h.c.), 1993
- University of Florida — Sc.D.(h.c.), Doctorate of Natural Resources, 1994
- Southern Methodist University — Sc.D.(h.c.), 1999
- Telluride Tech Festival Award of Technology, Telluride, Colorado, 2002
- American Humanist Association – Humanist of the Year, 2005